# بسمة حمزة
الأميرة بسمة حمزة ( وُلدت باسم بسمة بني أحمد العتوم عام 1979)، أميرة أردنية، الزوجة الثانية الأمير حمزة بن الحسين (الأخ غير الشقيق للملك عبد الله الثاني).

## نشأتها ودراستها
التحقت الأميرة بسمة بمدرسة ستراتفورد الثانوية المركزية، ثم تابعت دراستها في كلية فانشاو في لندن، أونتاريو، قبل أن تسجل في جامعة ويسترن أونتاريو. تركت دراسة الرياضيات في الجامعة لممارسة فن الطيران كهواية في كندا، ثم انتقلت إلى الأردن في عام 2005. في الأردن، تدربت في أكاديمية الشرق الأوسط للطيران في عمّان للحصول على رخصة مدرب طيران، وبعد ذلك في عام 2007 انضمت إلى أكاديمية أيلة للطيران في العقبة. عملت كقائدة طيار في النادي الملكي للرياضات الجوية في الأردن في العقبة ووادي رم، حيث يرأسه الأمير حمزة. كانت أول امرأة أردنية تحصل على شهادة الطيران البسيط للألعاب الجوية (الأيروباتيك). التقت بالأمير حمزة في معرض دبي للطيران في نوفمبر 2011.

## حياتها الشخصية
والدها هو محمود حسن بني أحمد العتوم، وُلد ونشأ في بلدة كفر خل شمال مدينة جرش، ويعمل رجل أعمال في كندا. والدتها هي حلّول العتوم. وللأميرة بسمة ثلاثة أشقاء: بسّام، ونادر، وياسمين.
في 12 كانون الثاني (يناير) 2012، أعلن الديوان الملكي الأردني زواج الأمير حمزة من بسمة بني أحمد. وأُقيمت مراسم الزواج في منزل جد العروس بالعاصمة عمّان. حضر الحفل الملك عبد الله الثاني، والملكة رانيا، والملكة نور، وعدد من أفراد العائلة الملكية، بالإضافة إلى والد العروس محمود حسن بني أحمد، ووالدتها حلّول محمد بني أحمد، وعدد من أفراد عائلتها.
وأقام الملك عبد الله الثاني مأدبة غداء في قصر بسمان بهذه المناسبة، حضرها عدد من أفراد العائلة المالكة، ورئيس الوزراء، ورئيس مجلس الأعيان، ورئيس مجلس النواب، ورئيس المجلس القضائي، ورئيس الديوان الملكي، إضافة إلى عدد من كبار المسؤولين وأفراد من عائلة بني أحمد.
رزق الأمير حمزة بن الحسين وزوجته بسمة الحمزة بستة أبناء:
- الأميرة زين (وُلِدت في 3 نوفمبر 2012).[2]
- الأميرة نور (ولدت في 5 يوليو 2014).[3]
- الأميرة بديعة (ولدت في 8 أبريل 2016).[4]
- الأميرة نفيسة (ولدت في 7 فبراير 2018).[5]
- الأمير الحسين (8 نوفمبر 2019).[6]
- الأمير محمد (8 فبراير 2022).[7]

في اعتقالات عام 2021 التي طالت أشخاصًا متهمين بالتآمر على عرش المملكة الأردنية، وُضِعت الأميرة بسمة قيد الإقامة الجبرية إلى جانب الأمير حمزة، حيث اتهمتها الحكومة بمحاولة التواصل مع ضابط استخبارات أجنبي لمغادرة البلاد مع بداية حملة الاعتقالات.. وعلى الرغم من رفع الإقامة الجبرية رسميًا عنها، فإن تحركاتها ما تزال مقيّدة على ما يُقال، وذلك إلى جانب زوجها.